# Janusz Pempkowiak
Janusz Pempkowiak (ur. 3 stycznia 1949 w Bydgoszczy, zm. 22 czerwca 2021) – polski doktor nauk chemicznych, profesor nauk o Ziemi. Specjalizuje się w zagadnieniach z zakresu inżynierii i ochrony środowiska oraz oceanografii. Członek korespondent Polskiej Akademii Nauk od 2013 roku. Pracownik naukowy Instytutu Oceanologii PAN w Sopocie, były wykładowca Wydziału Oceanografii i Geografii Uniwersytetu Gdańskiego oraz Wydziału Inżynierii Lądowej, Środowiska i Geodezji Politechniki Koszalińskiej.
Tytuł doktora nauk chemicznych otrzymał w 1978 roku, natomiast tytuł profesora nauk o Ziemi uzyskał w 1997 roku.

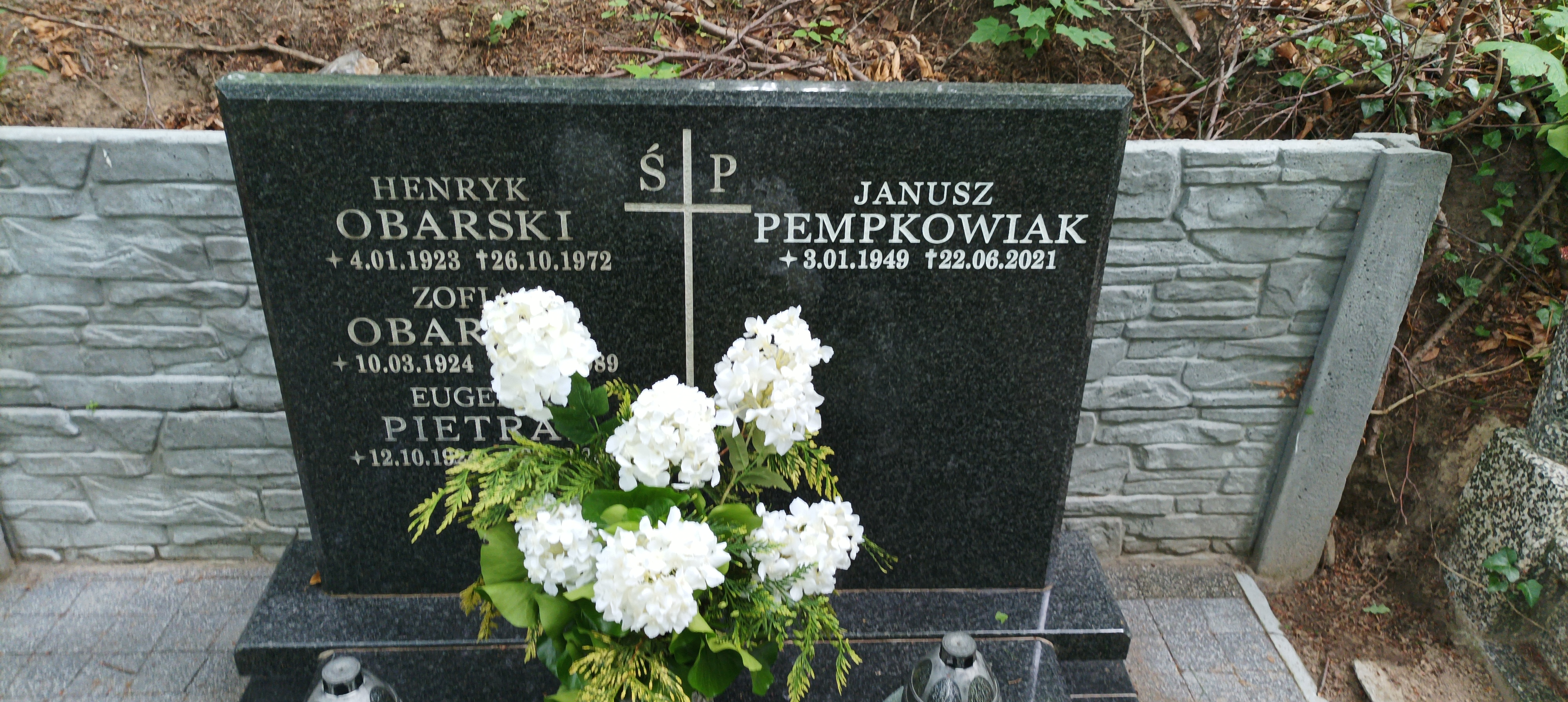
Grób prof. Janusza Pempkowiaka na Cmentarzu Srebrzysko w Gdańsku

Pochowany na Cmentarzu Centralnym Srebrzysko (rejon X, kw. XII-6-6).